# Agrilus drumonti
Agrilus drumonti es una especie de insecto del género Agrilus, familia Buprestidae, orden Coleoptera.
Fue descrita científicamente por Curletti & Vayssières, 2007.